# Fryderyk Franciszek IV
Fryderyk Franciszek IV (ur. 9 kwietnia 1882 w Palermo, zm. 17 listopada 1945 we Flensburgu) – ostatni wielki książę Meklemburgii. Był synem wielkiego księcia Fryderyka Franciszka III i jego żony Anastazji Michajłowny.

## Życiorys
Fryderyk Franciszek IV wstąpił na tron formalnie po tragicznej śmierci ojca, praktycznie zaś objął osobiście rządy w 1901. W latach 1897–1901 pozostawał pod opieką stryja, księcia Jana Albrechta. U progu panowania podjął próbę, ostatecznie nieudaną, reformy konstytucji. W czasie I wojny światowej nominalnie był generałem, choć w sumie nie dowodził żadną jednostką wojskową. Ograniczał się do odwiedzin swoich jednostek na froncie. Był krytyczny wobec polityki Rzeszy Niemieckiej i dawał wyraz przekonaniu, iż należy dążyć do zawarcia pokoju. Po śmierci wielkiego księcia Adolfa Fryderyka VI z Meklemburgii-Strelitz sprawował regencję nad jego posiadłościami do czasu wybuchu rewolucji listopadowej. Jak większość monarchów niemieckich abdykował jesienią 1918.
Po abdykacji rodzina wielkiego księcia została wywłaszczona. Fryderyk Franciszek IV początkowo przebywał w Danii. W latach 1919–1921 zamieszkiwał pałacyk myśliwski. Następnie przeniósł się do Ludwigslust. W 1945 roku uciekał przed nadciągającą Armią Czerwoną. Osiadł we Flensburgu. Poważnie chorował. Nie miał właściwej opieki medycznej ani pożywienia. Zmarł 17 listopada 1945. Był ostatnim wielkim księciem Mecklemburgii-Schwerinu.
Fryderyk Franciszek IV był człowiekiem łagodnego usposobienia, raczej stroniącym od ludzi. Kochał polowania, grę w tenisa, samochody i teatr. Jak pisze w swych wspomnieniach jego syn Chrystian Ludwik, Fryderyk Franciszek „...był dość wysokiego wzrostu. Był łysy i nosił krótko przycięte wąsy. Jego oczy były jasnoniebieskie.”

## Odznaczenia
- Współsuweren Orderu Korony Wendyjskiej (Meklemburgia-Schwerin)[2]
- Wielki Mistrz Orderu Gryfa (Meklemburgia-Schwerin)[2]
- Krzyż Zasługi Wojennej (Meklemburgia-Strelitz)[3]
- Order Orła Czarnego (Prusy)[2]
- Order Słonia (1897, Dania)[2]
- Order Korony Rucianej (Saksonia)[2]
- Order Świętego Huberta (Bawaria)[2]
- Order Świętego Andrzeja z łańcuchem (Rosja)[2]
- Komandor Orderu Świętego Jana (Prusy)[2]
- Krzyż Żelazny I i II klasy (Prusy)

## Małżeństwo i rodzina
Fryderyk Franciszek IV ożenił się z Aleksandrą księżną Hanoweru i Cumberland. Uroczystość miała miejsce 7 czerwca 1904 w Gmunden. Ze związku tego urodziło się pięcioro dzieci:
- Fryderyk Franciszek (1910–2001)

∞ 1941 Karin von Schaper (1920–2012)
- Chrystian Ludwik(inne języki) (1912–1996)

∞ 1954 Barbara, księżniczka pruska (1920–1994)
- Olga (1916–1997)
- Thyra (1919–1981)
- Anastazja (1922–1979)

∞ 1941 Friedrich Ferdinand ze Szlezwiku-Holsztyna-Sonderburg-Glücksburg (1913–1989)
W 1943 roku wielki książę przekazał prawo następstwa po sobie młodszemu synowi Chrystianowi Ludwikowi. Pominął tym samym prawa najstarszego syn Fryderyka Franciszka, który w 1941 roku zawarł nierówne stanem małżeństwo z Karin von Schaper.

## Genealogia
| Wielki Książę Fryderyk Franciszek IV z Meklemburgii-Schwerinu | Wielki Książę Fryderyk Franciszek IV z Meklemburgii-Schwerinu                                                   | Wielki Książę Fryderyk Franciszek IV z Meklemburgii-Schwerinu                                          | Wielki Książę Fryderyk Franciszek IV z Meklemburgii-Schwerinu                                                                                            | Wielki Książę Fryderyk Franciszek IV z Meklemburgii-Schwerinu                                                   | Wielki Książę Fryderyk Franciszek IV z Meklemburgii-Schwerinu                                       | Wielki Książę Fryderyk Franciszek IV z Meklemburgii-Schwerinu                                       | Wielki Książę Fryderyk Franciszek IV z Meklemburgii-Schwerinu                                       | Wielki Książę Fryderyk Franciszek IV z Meklemburgii-Schwerinu                                       |
| ------------------------------------------------------------- | --- | --- | --- | --- | --------------------------------------------------------------------------------------------------- | --------------------------------------------------------------------------------------------------- | --------------------------------------------------------------------------------------------------- | --------------------------------------------------------------------------------------------------- |
| Prapradziadkowie                                              | Fryderyk Ludwik z Meklemburgii-Schwerinu (1778–1819) ∞ 1799 Wielka księżna Helena Pawłowna Romanowa (1784–1803) | Król Fryderyk Wilhelm III Pruski (1770–1840) ∞ 1793 Luiza Pruska (1776–1810)                           | Hrabia Heinrich XLIV. Reuß zu Köstritz (1753–1832) ∞ 1783 Baronowa Wilhelmine Friederike Marie Auguste Eleonore von Geuder gen. Rabensteiner (1755–1790) | Hrabia Henrich zu Stolberg-Wernigerode (1772–1854) ∞ 1799 Jenny von Schönburg-Waldenburg (1780–1809)            | Car Paweł I Romanow (1754–1801) ∞ 1776 Zofia Dorota Wirtemberska (1759–1828)                        | Król Fryderyk Wilhelm III Pruski (1770–1840) ∞ 1793 Luiza Pruska (1776–1810)                        | Wielki Książę Karol Fryderyk Badeński (1728–1811) ∞ 1787 Luiza Karolina von Hochberg (1768–1820)    | Król Gustaw IV Adolf (1778−1837) ∞ 1797 Fryderyka Dorota Badeńska (1781−1826)                       |
| Pradziadkowie                                                 | Wielki Książę Paweł Fryderyk z Meklemburgii-Schwerinu (1800–1842) ∞ 1822 Aleksandra Pruska (1803–1892)          | Wielki Książę Paweł Fryderyk z Meklemburgii-Schwerinu (1800–1842) ∞ 1822 Aleksandra Pruska (1803–1892) | Hrabia Heinrich LXIII. Reuß zu Köstritz (1786–1841) ∞ 1819 Hrabina Eleonora zu Stolberg-Wernigerode (1801–1827)                                          | Hrabia Heinrich LXIII. Reuß zu Köstritz (1786–1841) ∞ 1819 Hrabina Eleonora zu Stolberg-Wernigerode (1801–1827) | Car Mikołaj I Romanow (1796–1855) ∞ 1817 Charlotta Pruska (1798–1860).                              | Car Mikołaj I Romanow (1796–1855) ∞ 1817 Charlotta Pruska (1798–1860).                              | Wielki Książę Leopold Badeński (1790–1852) ∞ 1819 Zofia Wilhelmina von Holstein-Gottorp (1801–1865) | Wielki Książę Leopold Badeński (1790–1852) ∞ 1819 Zofia Wilhelmina von Holstein-Gottorp (1801–1865) |
| Dziadkowie                                                    | Wielki Książę Fryderyk Franciszek II (1823–1883) ∞ 1849 Augusta Reuss-Schleiz-Köstritz (1822–1862)              | Wielki Książę Fryderyk Franciszek II (1823–1883) ∞ 1849 Augusta Reuss-Schleiz-Köstritz (1822–1862)     | Wielki Książę Fryderyk Franciszek II (1823–1883) ∞ 1849 Augusta Reuss-Schleiz-Köstritz (1822–1862)                                                       | Wielki Książę Fryderyk Franciszek II (1823–1883) ∞ 1849 Augusta Reuss-Schleiz-Köstritz (1822–1862)              | Wielki Książę Michał Mikołajewicz Romanow (1832–1909) ∞ 1857 Cecylia Badeńska (1839–1891)           | Wielki Książę Michał Mikołajewicz Romanow (1832–1909) ∞ 1857 Cecylia Badeńska (1839–1891)           | Wielki Książę Michał Mikołajewicz Romanow (1832–1909) ∞ 1857 Cecylia Badeńska (1839–1891)           | Wielki Książę Michał Mikołajewicz Romanow (1832–1909) ∞ 1857 Cecylia Badeńska (1839–1891)           |
| Rodzice                                                       | Wielki Książę Fryderyk Franciszek III (1851–1897) ∞ 1879 Anastazja Michajłowna Romanowa (1860–1922)             | Wielki Książę Fryderyk Franciszek III (1851–1897) ∞ 1879 Anastazja Michajłowna Romanowa (1860–1922)    | Wielki Książę Fryderyk Franciszek III (1851–1897) ∞ 1879 Anastazja Michajłowna Romanowa (1860–1922)                                                      | Wielki Książę Fryderyk Franciszek III (1851–1897) ∞ 1879 Anastazja Michajłowna Romanowa (1860–1922)             | Wielki Książę Fryderyk Franciszek III (1851–1897) ∞ 1879 Anastazja Michajłowna Romanowa (1860–1922) | Wielki Książę Fryderyk Franciszek III (1851–1897) ∞ 1879 Anastazja Michajłowna Romanowa (1860–1922) | Wielki Książę Fryderyk Franciszek III (1851–1897) ∞ 1879 Anastazja Michajłowna Romanowa (1860–1922) | Wielki Książę Fryderyk Franciszek III (1851–1897) ∞ 1879 Anastazja Michajłowna Romanowa (1860–1922) |
| Fryderyk Franciszek IV z Meklemburgii-Schwerinu (1882–1945)   | | | | | | | | |

## Galeria

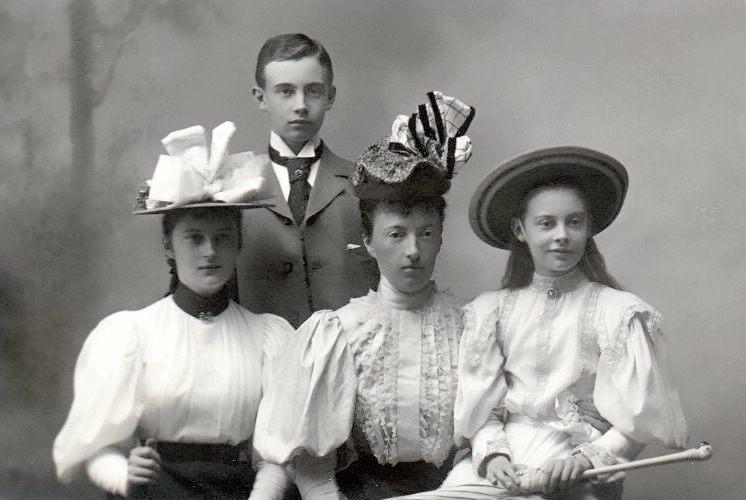
Friedrich Franz IV. z rodziną
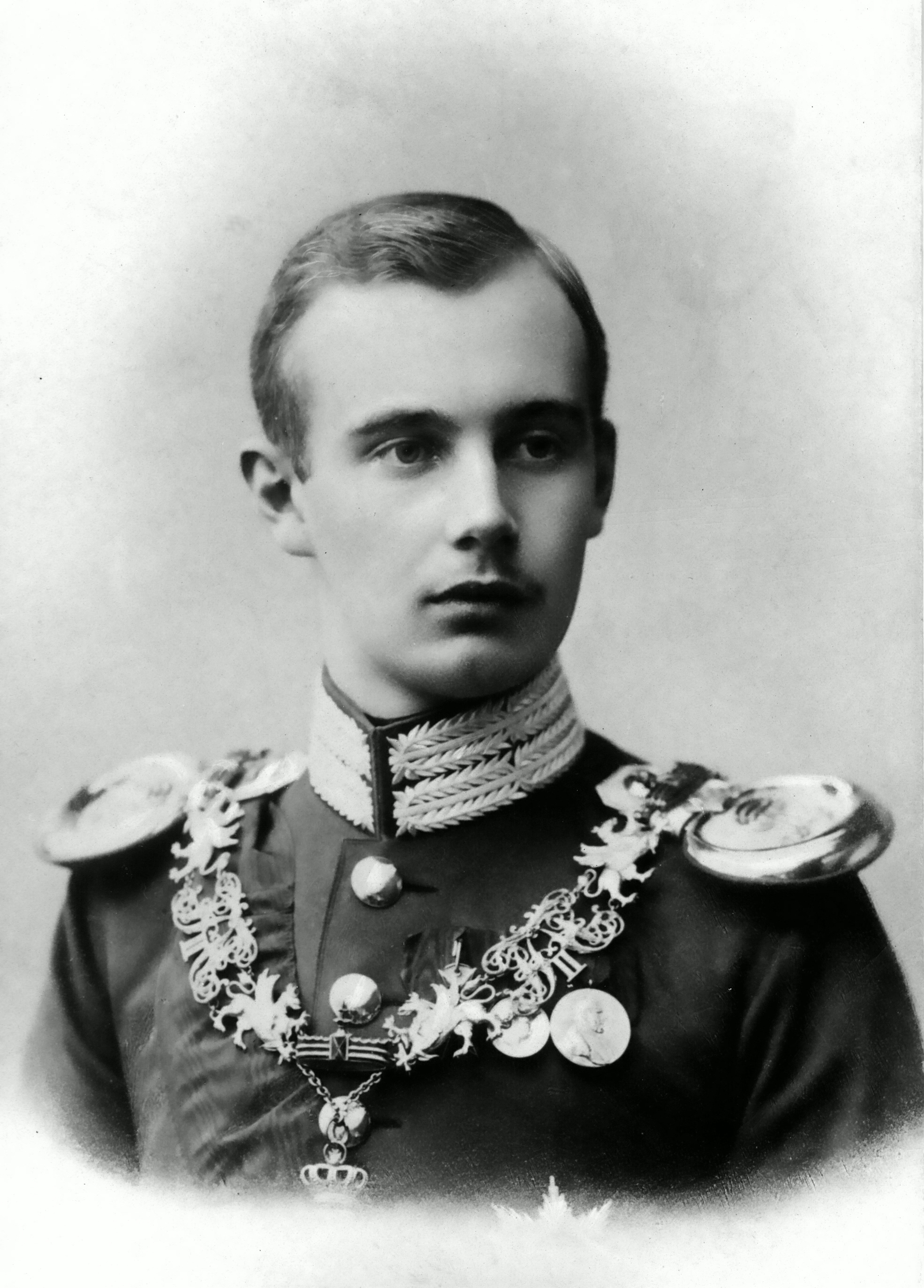
Friedrich Franz IV.
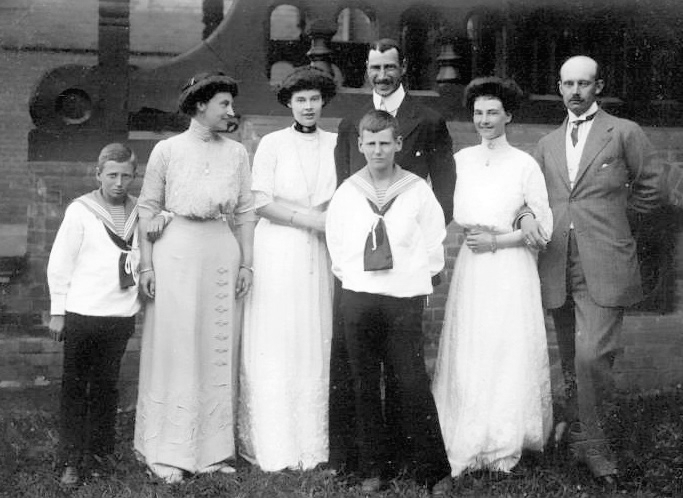
z następcą tronu Danii w Gelbensande
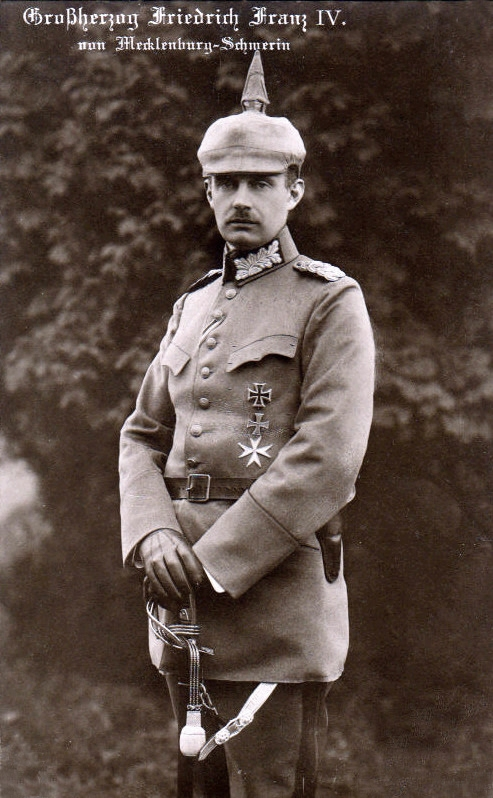
w mundurze
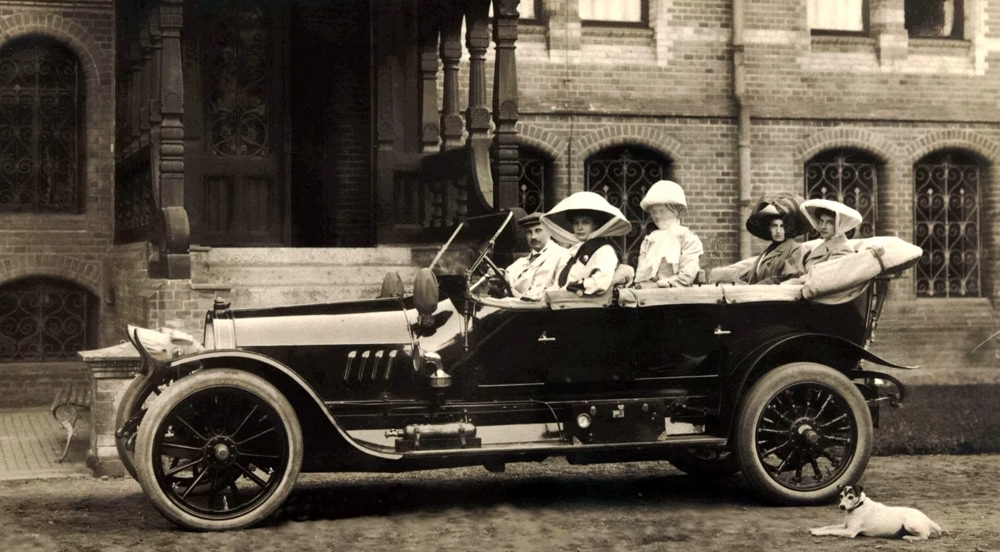
Wielki Książę w samochodzie marki Opel
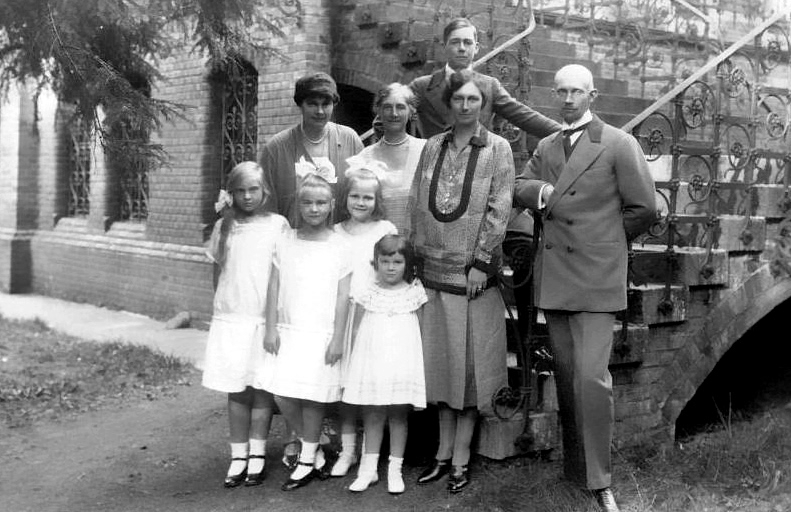
lata 20, Wielki Książę z rodziną

## Patronat
Patronował 8 Moskiewskiemu Pułkowi Grenadierów